# Scheenstia
Scheenstia je vyhynulý rod paprskoploutvých ryb, který patří do řádu kostlíni. Žil v období mezi svrchní jurou a spodní křídou (asi před 150 až 125 miliony let) a jeho fosilní pozůstatky byly nalezeny v Evropě.

## Popis
Celková délka ryby velmi často přesahovala jeden metr. Tělo bylo mimořádně robustní, s protáhlým oválným profilem, hlava byla mohutná a vybavená četnými zaoblenými robustními zuby. Tvar těla velmi připomínal příbuzné Lepidotes, dobře známé fosilní ryby, avšak Scheenstia se od nich v řadě ohledů lišila. K těmto odlišnostem patří přítomnost extrémně robustních zubů s velkou brusnou plochou, silný anteroventrální výběžek posttemporální kosti, přítomnost orbitálního smyslového kanálu a přítomnost tří nebo více párů extraskapulárních kostí.

## Klasifikace

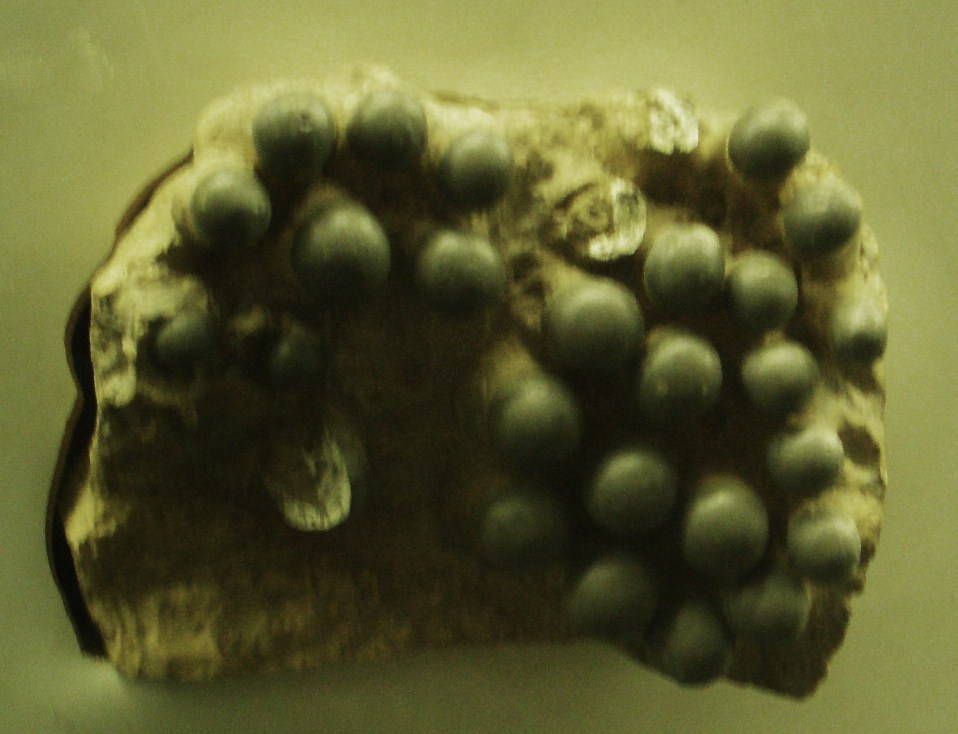
Zuby ryby Scheenstia maximus

Ačkoli fosilie této ryby poprvé popsal Louis Agassiz ve svém díle Recherches sur les poissons fossiles již v roce 1833, rod Scheenstia byl ustanoven až v roce 2011; do té doby byly četné nalezené druhy přiřazovány ke známému rodu Lepidotes, který byl dlouhou dobu používán za jakýsi „odpadkový koš“ pro mnoho druhů ganoidních šupinatých ryb.
Typovým druhem je Scheenstia zappi, popsaný v roce 2011 na základě fosilií nalezených v kimmeridských půdách u Schamhauptenu (Německo), ale rod Scheenstia zahrnuje také druh S. mantelli (spodní křída, Anglie a Belgie), S. laevis (kimmeridge, Cerin, Francie), S. maximus (tithon, Eichstätt a Solnhofen, Německo), S. decoratus (tithon, Solnhofen), S. degenhardti a S. hauchecornei (spodní křída, Německo).
Scheenstia je považována za taxon příbuzný rodu Lepidotes, ale vyznačuje se robustnějším tvarem, větší velikostí a především výraznými mlecími zuby. Obě tyto ryby jsou považovány za členy Ginglymodi, skupiny ryb s ganoidními šupinami, kterou v současné době stále reprezentují američtí kostlíni (Lepisosteus a Atractosteus).

## Paleobiologie
Scheenstia obývala pobřežní laguny a mělká moře typické pro západní Evropu v období svrchní jury a spodní křídy. 